# Stegops
Lo stegope (gen. Stegops) è un anfibio estinto, appartenente ai temnospondili. Visse nel Carbonifero superiore (circa 310 milioni di anni fa) e i suoi resti fossili sono stati ritrovati in Nordamerica.

## Descrizione
Questo animale era di piccole dimensioni: il cranio non raggiungeva i 6 centimetri di lunghezza. La caratteristica principale di Stegops era data dalla presenza di alcune spine che sporgevano dalla parte posteriore del cranio. Tutti gli esemplari di Stegops erano dotati di spine sulle ossa tabulari, quadratojugali e angolari, ma solo alcuni esemplari erano dotati di spine sulle ossa squamose e sopratemporali. Ciò è forse dovuto a un dimorfismo sessuale. La morfologia di Stegops, per il resto, era quasi identica a quella di altri piccoli anfibi del Carbonifero superiore come Doleserpeton, Amphibamus e Platyrhinops.

## Classificazione
Il genere Stegops venne istituito da Moodie nel 1909 per accogliere la specie Stegops divaricata, nota per fossili ritrovati nel giacimento carbonifero di Linton in Ohio e precedentemente descritti da Edward Drinker Cope nel 1885 come Ceraterpeton divaricatum. Al genere Stegops venne in seguito attribuita nel 1986 da Hook e Baird anche la specie S. newberryi, che lo stesso Cope aveva descritto nel 1875 come Colosteus newberryi. Non è chiaro, ad oggi, se esistessero due specie di Stegops o se ve ne fosse solo una. 
In ogni caso, la stessa classificazione di Stegops non è chiara: questo animale è stato a lungo ritenuto un rappresentante primitivo della famiglia Zatracheidae, un gruppo di anfibi tipici del Permiano e caratterizzati da spine sul capo. Revisioni più recenti, tuttavia, hanno indicato che i caratteri su cui si basavano queste attribuzioni erano somiglianze superficiali delle ornamentazioni craniche. Sembra che Stegops fosse un rappresentante relativamente derivato dei dissorofoidi, forse ancestrale ai branchiosauridi e più derivato degli anfibamidi (Ruta et al., 2007).